# Helikofon
Helikofon (av grekiska helix, spiral, och fone, ljud), är en apparat för frambringande av toner genom luftens försättande i spiralformig rörelse.
Helikofonen består av ett glasrör, avslutat med en propp, som har spiralformiga rör eller skruvgängor. Om man blåser eller på annat sätt pressar luft genom spiralrören, uppstår en ton, som blir högre ju starkare man blåser.
Den franske naturforskaren Ch. Fermond gjorde på 1840-talet försök med ett rökfyllt instrument av detta slag (på franska stavat hélicophone, på tyska Helicophon).